# Chisokaisei

Bo de terra expedit el 1879.

Chisokaisei o Reforma de l'Impost de Terres de 1873 ((地租改正 Chisokaisei) va ser una important reestructuració de l'anterior sistema tributari sobre la terra, i va establir per primera vegada al Japó el dret a la propietat privada de la terra. Impulsada pel Govern Meiji, entraria en vigència a partir de 1873.

## Anterior sistema d'impostos sobre la terra
El primer sistema tributari sobre la terra va aparèixer al Japó durant la Reforma Taika l'any 645, amb l'adopció del sistema judicial xinès conegut al Japó com Ritsuryō (律令国家 ritsuryōkokka). El sistema anterior era una imitació del sistema tributari de corvees de la Dinastia Tang, o soyōchō system (租庸調 soyōchō). Sota el Ritsuryō, els impostos es pagaven mitjançant arròs o d'altres collites, i les tarifes tributàries eren determinades mitjançant un estudi de les terres impulsat per Toyotomi Hideyoshi. Aquest estudi fixava l'impost anual d'acord amb el rendiment de cada terreny, recollint el nom del granger principal, que passava a ésser responsable del compliment tributari. La paga també podia recaure com a responsabilitat col·lectiva de tot un poble sota el Sistema Murauke (村請制 Muraukesei).

## Comunicat de la reforma
El Govern Meiji va comunicar de manera oficial la reforma del sistema d'impostos sobre la terra el 1873, com a part de les Ordenances del Departament d'Estat (太政官布告 Daijōkan fukoku) 
Inicialment, el govern va ordenar als grangers que mesuressin de manera individual les seves parcel·les agràries, calculessin els impostos proporcionals i els lliuressin als funcionaris locals de tribut. Tanmateix, ràpidament sorgirien els primers problemes d'un sistema tributari basat en l'honestedat, quan el pressupost de 1874 va recollir unes dades de recaptació molt inferiors als valors estimats.
El Govern va respondre amb la creació de la Secretaria de reforma de l'impost sobre la terra (地租改正事務局 Chisokaisei jimukyōku) el 1875, i va duplicar els esforços per instaurar el nou sistema. Una de les primeres decisions del Chisokaisei jimukyōku va ser assignar una quantitat fixa d'impostos a lliurar per part de cada prefectura. La secretaria també es va encarregar de canviar el valor de taxació de les terres els valors indicats de les quals pels grangers no assolien el rang desitjat. Això va provocar un ressentiment generalitzat entre els camperols, i diverses revoltes van esclatar per tot el país. El gener de 1877, el govern va reduir la taxa d'impostos del 3% al 2.5%, en un intent de mitigar el descontentament sobre la reforma.
El Chisokaisei jimukyōku va continuar amb la seva política agressiva fins a 1878, però el grau de severitat de les lleis va anar decreixent progressivament, una vegada que va quedar patent que les quantitats de recaptació necessaris serien coberts. El procés de reforma es donaria per finalitzat el 1880, set anys després de l'inici de les reformes.

## Diferències amb sistemes anteriors
Fins finals de la era Edo, els impostos es pagaven en arròs i collites, estant el contribuent el propi agricultor. Aquest sistema tributari es va mostrar molt inconsistent, amb una gran fluctuació en les quantitats recaptades en les diferents regions del Japó. El nou règim tributari sobre la terra va crear un sistema uniforme que cobrava als propietaris una quantitat fixa de diners en efectiu d'acord amb el valor de les seves terres.
Els canvis principals entre tots dos sistemes són els següents: 
- Les taxes d'impostos eren calculades com el 3% del valor en efectiu de la terra segons la quantitat potencial de la seva collita, més que en el rendiment agrícola real.
- Implantació d'un sistema de pagament en efectiu en substitució de la paga en gènere.
- El propietari de la terra, confirmat per l'expedició de bons de terra, era el contribuent, en lloc del granger.
- El sistema es va estandarditzar a tot el Japó.

## Conseqüències

### Estabilització de la recaptació fiscal
El Govern va aconseguir assegurar-se una font d'ingressos fixos perquè les taxes estaven fixades a una tarifa constant contra el valor de la terra, per la qual cosa la recaptació no fluctuava amb el rendiment de les collites. Els únics perjudicats per una fluctuació de les collites eren els camperols, que continuaven devent fer fronts a uns impostos fixos segons el valor potencial de la seva terra, i no el rendiment actual.
La reforma va acabar endurint les ja per si mateix les terribles condicions dels camperols, i com a resultat, moltes revoltes camperoles es van aixecar en armes contra el Govern Meiji, incloent la Revolta d'Ise (伊勢暴動 Ise bōdō) i la Revolta de Makabe (真壁暴動 makabe bōdō). El descontentament també va incrementar la popularitat del Moviment per la llibertat i els drets del poble (自由民権運動 jiyūminken'undō), i davant aquesta situació, el govern va decidir reduir les taxes al 2.5% el 1877 davant la temor de noves revoltes.

## Propietat privada sobre la terra
La propietat privada sobre la terra va ser reconeguda per primera vegada al Japó amb l'expedició de títols de terres. La pràctica anterior de propietat sobre la terra estava dictada per les Lleis de ciutadania pública sobre la terra pública (公地公民制 Kōchikōminsei), segons les quals, totes les terres eren propietat exclusiva de l'Emperador. Els pagesos eren tan sol arrendataris, treballant les terres dels seus senyors feudals i que alhora, prenien prestades les terres de l'Emperador. La reforma va abolir aquest arcaic sistema de propietat de terres, i va començar a permetre als terratinents a usar les seves propietats com actiu financer en garantia o per a altres inversions. Aquests van ser els primers passos cap al desenvolupament del capitalisme al Japó.
Abans de la promulgació de la reforma sobre la terra, la prohibició unilateral de compravenda de terres de conreu va ser anul·lada el 1872, i l'ús de béns immoble com a garantia per a préstecs agraris va ser legalitzat el 1873.

### Comerç i circulació de divises
En el sistema antic, l'arròs i les collites recaptades en cada tributa eren venudes i distribuïdes per majoristes a través dels magatzems de cada dàimio a Osaka o a Edo. La reforma va permetre als camperols vendre les seves collites directament als mercaders locals, cosa que va suposar un gran impuls al comerç japonès.

## Establiment de bons de terra
Els bons de terra (地券 chiken) van començar a ésser registrats com a resultat dels estudis sobre les terres implementats per la reforma de l'impost sobre la terra. Aquests bons van crear un sistema de propietat de terres verificable, indicant el contribuent vinculat a cada terreny, i establint drets de compravenda, permetent el comerç de béns arrels i els crèdits.
El registre de bons de terra va ser dissolt el 1889, després que la seva funció fos transferida al Departament de registre de terres (地台帳制度 Chidaichō seido) el 1884. El pagament d'impostos va ser responsabilitat exclusiva d'aquesta nova organització fins a 1961. Totes les adreces, classificacions zonals i informació de superfície van ser transferides directament al Chidaichō seido, per la qual cosa es pot dir que els actuals registres es remunten a aquesta reforma.
Tanmateix, les dades del registre no són sempre precises a causa de les primitives tècniques d'estudi emprats pels camperols durant els inicis de la reforma. En això influeixen tant les limitacions de temps i de personal com els intents deliberats d'evasió d'impostos («estirar la corda» (縄伸び Nawa nobi) i «encongir la corda» (縄縮み Nawa chijimi), el que comporta imprecisions en els actuals registres.